# Sphenopholis nitida
Sphenopholis nitida là một loài thực vật có hoa trong họ Hòa thảo. Loài này được (Biehler) Scribn. miêu tả khoa học đầu tiên năm 1906.

## Hình ảnh

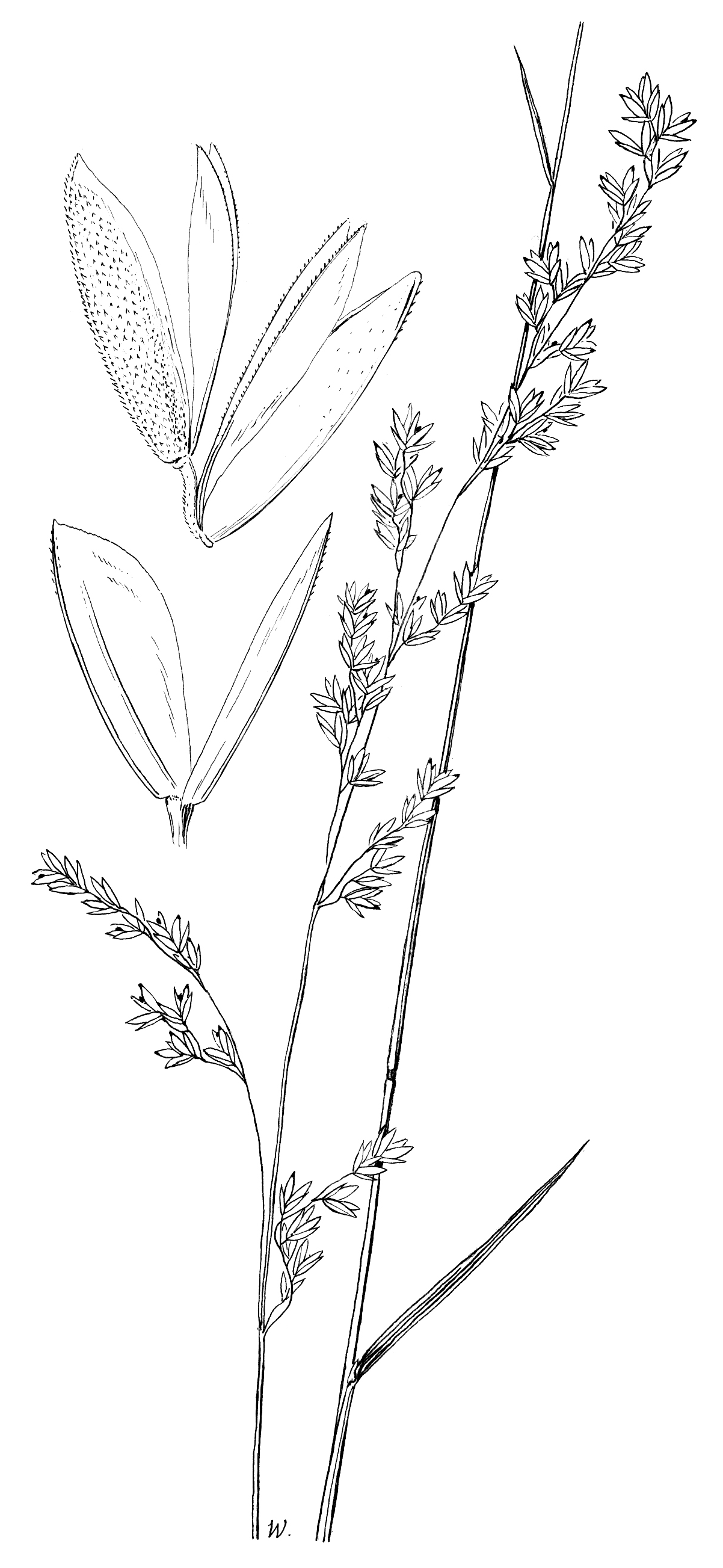